# Nevada Express
Nevada Express (Carson City) è un film del 1952 diretto da André De Toth.

## Trama
Nevada, 1870. Le diligenze che trasportano oro e altri metalli preziosi estratti dalle miniere sono costrette ad attraversare le montagne tra mille pericoli. Sono frequenti gli assalti e le rapine e per questo William Sharon, proprietario di miniere, decide di incentivare la costruzione di una linea ferroviaria tra Carson City e Virginia City. Si rivolge allora al banchiere Crocker per ottenere dei finanziamenti e incarica Jeff Kincaid, ingegnere volitivo e risoluto, di dirigere i lavori.
La costruzione della nuova ferrovia si scontra inevitabilmente con i loschi interessi di chi non vuole che le cose cambino. Jack Davis gode della stima dei suoi concittadini ma in realtà, con il socio Jim Squires, è a capo di una banda di malviventi che, nel fermare un trasporto di materiale, provoca la morte del conducente. Successivamente la stessa banda provoca una frana che mette in pericolo la vita dello stesso Kincaid, ma la costruzione della ferrovia viene ugualmente portata a termine.
Davis e Squires tentano a questo punto di impossessarsi dell'oro trasportato su un vagone, ma Jeff si lancia al loro inseguimento. Durante la fuga, Davis uccide il suo socio e Alan, fratellastro di Jeff, ma quest'ultimo riesce a colpirlo facendolo precipitare in un burrone.

## Produzione
Il film prendeva spunto dalla storia della costruzione di una vera linea ferroviaria (The Virginia & Truckee Railroad) che collegava la città di Reno con Carson City e serviva appunto per il trasporto dei metalli preziosi (oro, ma soprattutto argento) estratti dai giacimenti minerari del Nevada. Questa linea cadde successivamente in disuso, ma recentemente (2009) è stata riaperta come percorso turistico.
Nevada Express fu la prima pellicola che la Warner Bros. realizzò in WarnerColor, una variante brevettata del Technicolor.